# May-Grünwald-Färbung
Die May-Grünwald-Färbung ist eine histologische Färbung zur Darstellung und Unterscheidung von unterschiedlichen Blutzellen. Sie ist benannt nach dem Internisten Richard May und dem Hals-Nasen-Ohren-Arzt Ludwig Grünwald.

## Eigenschaften
Die May-Grünwald-Färbung wird vor allem für Blutausstriche verwendet. Dabei werden die Zellkerne und das Cytoplasma angefärbt. Enthaltene Farbstoffe sind Methylenblau und Eosin Y oder Eosin B. Das Methylenblau färbt Nukleinsäuren wie z. B. Chromosomen, weshalb die Färbung auch zur Zytodiagnostik verwendet wird. Das Eosin färbt basische Bereiche innerhalb der Zellen wie z. B. DNA-bindende Proteine. Die Kombination der May-Grünwald-Färbung mit der Giemsa-Färbung wird als Pappenheim-Färbung bezeichnet.

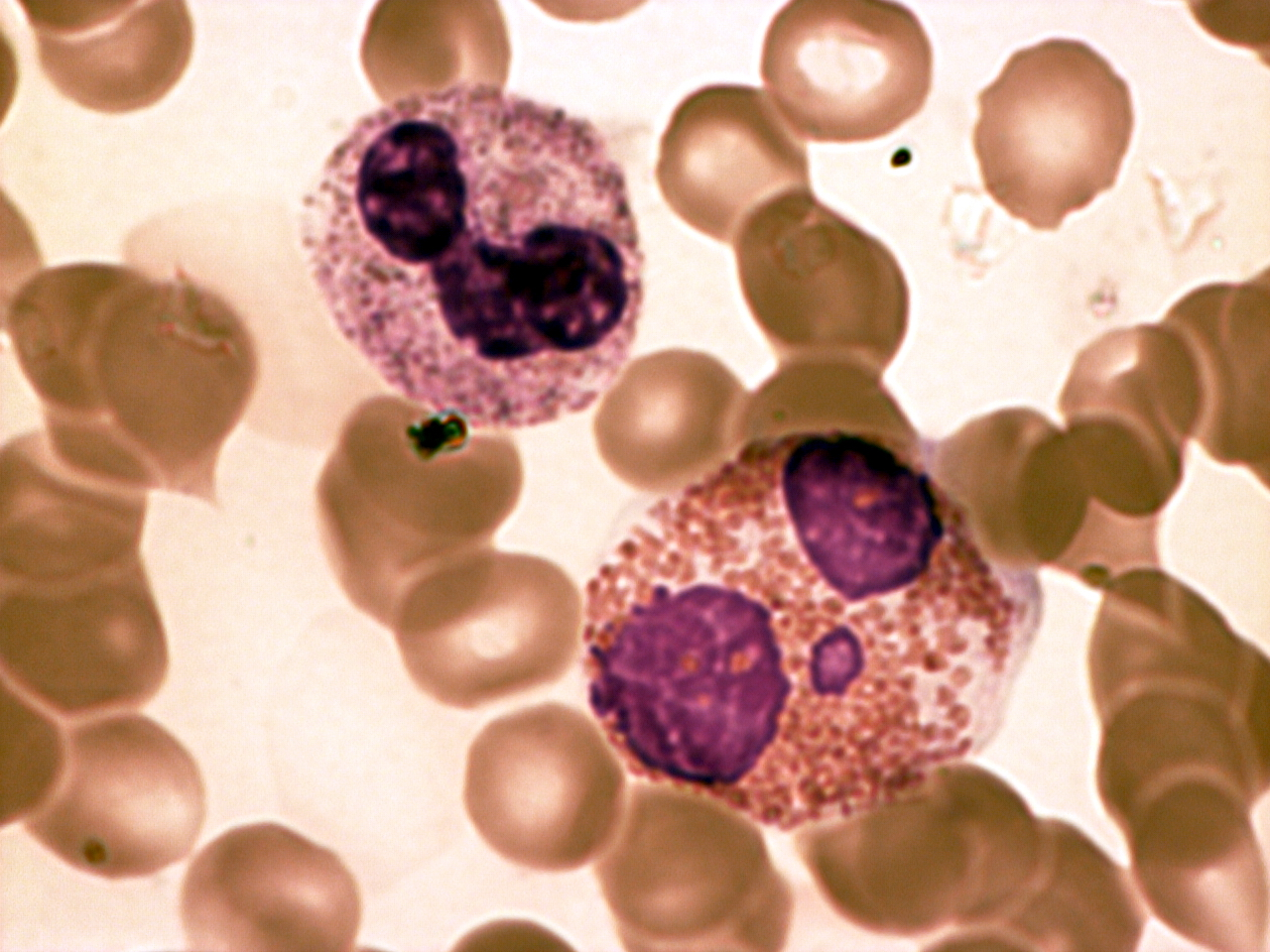
Neutrophiler Granulozyt (oben) und Eosinophiler Granulozyt
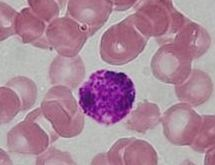
Basophiler Granulozyt
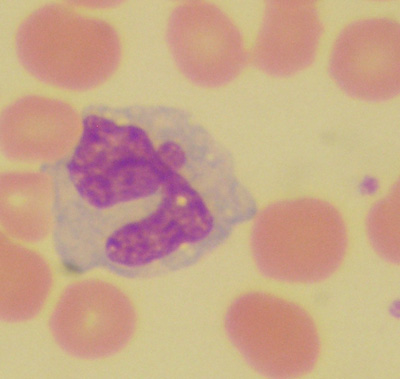
Monozyt
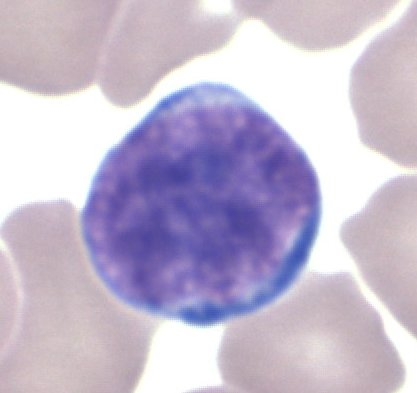
Lymphozyt

## Alternativen
Eine Alternative zur May-Grünwald-Färbung ist die Wright-Färbung. 